# Tranzystor ze złączem wyciąganym

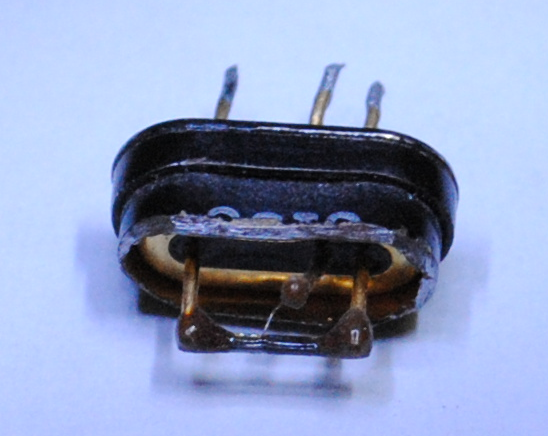

Tranzystor ze złączem wyciąganym (tranzystor wyciągany, tranzystor krystalizowany) to najwcześniejszy rodzaj tranzystora  bipolarnego. W 1948 r. pracujący w laboratoriach firmy Bell Telephone Laboratories William Bradford Shockley opracował teoretycznie tranzystor złączowy, który w 1950 wykonano z germanu metodą złącza wyciąganego.
Pierwsze tranzystory krzemowe wyprodukował tą metodą Texas Instruments w 1954 roku.
Obecnie metoda nie jest stosowana do produkcji tranzystorów, ale wykonuje się za jej pomocą fotoogniwa.
Wytwarzanie złączy pn metodą wyciągania polega na prowadzeniu krystalizacji metodą Czochralskiego ze stopu półprzewodnika zawierającego zarówno domieszki akceptorowe jak i donorowe. Stopień osadzania się poszczególnych domieszek w krysztale zależy od prędkości krystalizacji, można więc regulując dopływ ciepła i prędkość wyciągania kryształu wytworzyć naprzemienne warstwy półprzewodnika typu p i n. Po odpowiednim pocięciu takiego kryształu otrzymujemy gotowe struktury tranzystorów.
Metoda była (jak na swoje czasy) trudna i zaawansowana technologicznie, ale umożliwiała masową produkcję. W Polsce ani w innych krajach RWPG nie były produkowane tranzystory ze złączem wyciąganym.